# Focke-Wulf Fw 62
Die Focke-Wulf Fw 62 war ein als katapultfähiger Borderkunder vorgesehenes Schwimmerflugzeug des Herstellers Focke-Wulf, von dem Ende der 1930er Jahre zwei oder vier Prototypen geflogen sind.

## Geschichte
Entworfen wurde das Flugzeug 1936 nach einer Ausschreibung des Reichsluftfahrtministeriums (RLM) für ein zweisitziges Schwimmerflugzeug, das per Katapult von Kriegsschiffen gestartet werden sollte. An der Ausschreibung beteiligten sich neben Focke-Wulf auch Arado, Dornier und die Gothaer Waggonfabrik. Arado und Focke-Wulf erhielten jeweils einen Auftrag zum Bau von Prototypen. Über die Anzahl gibt es in der Literatur unterschiedliche Angaben. Meistens werden vier genannt, nach Wagner lautete der Auftrag jedoch nur über zwei Versuchsflugzeuge. Im Auftrag von Kurt Tank führte Erich Arbeitlang die Detailentwicklung durch. Dieser entwarf einen konventionell in Gemischtbauweise ausgeführten zweistieligen, verspannten Doppeldecker. Die Tragflächen konnten angeklappt werden, wodurch sich die Spannweite auf 4,40 m bzw. 4,60 m bei der Einschwimmerausführung verringern ließ.
Alle vier Versuchsflugzeuge waren mit einem BMW-132K-Motor ausgerüstet. Die V1 (Kennzeichen D-OFWF) hatte ihren Erstflug am 23. Oktober 1937. Die nachfolgende V2 (D-OKDU) hatte ebenso wie die V1 ein Zwei-Schwimmerwerk. Bei der V3 (D-OHGF) und V4 (D-OMCR) wurde dagegen jeweils ein Zentralschwimmer mit zwei außenliegenden Stützschwimmern eingesetzt.
Bei dem in Travemünde vom Januar 1938 bis zum März 1938 durchgeführten Vergleichsfliegen zwischen der Fw 62 und der Arado Ar 196 hinterließ die Fw 62 einen guten Eindruck. Dem Arado-Muster war sie in den Flug- und Seeeigenschaften sogar überlegen. Das RLM entschied sich jedoch für die Ar 196, die zum einen schneller und aufgrund ihrer Eindeckerbauweise auch einfacher herzustellen war.
Die Fw 62 dienten noch einige Zeit zur weiteren Untersuchung der Schwimmerfederung. Nach Becker trugen die V1 und V4 zeitweilig die neuen Kennzeichen D-ICDS und D-IMGD.

## Konstruktion
Die als geschweißte Stahlrohrkonstruktion ausgeführte Rumpfstruktur war stoffbespannt. Beide Tragflächen besaßen Querruder und Wölbungsklappen. Typisch für Focke-Wulf waren die Scheiben an dem abgestrebten Höhenleitwerk, die einen Druckausgleich zwischen Ruder und Leitwerksflosse verhindert sollten.
Ein besonderes Merkmal war die gefederte Aufhängung der Schwimmer. Hierbei konnte man auf die mit der Focke-Wulf W 7 gemachten Erfahrungen zurückgreifen. Bei einer guten Abstimmung der Federn ergab sich tatsächlich eine gewisse Stoßlastminderung.

## Technische Daten

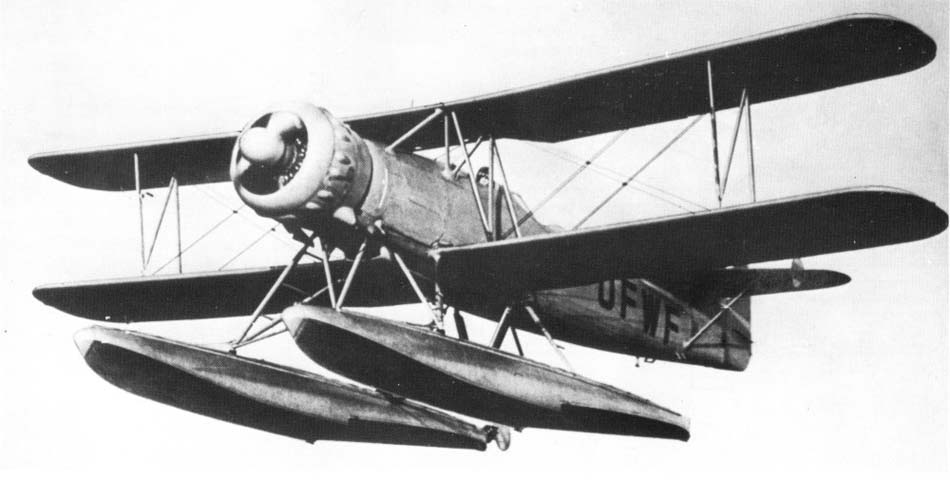
Fw 62 V1

| Kenngröße                      | Daten                                            |
| ------------------------------ | ------------------------------------------------ |
| Besatzung                      | 2                                                |
| Länge                          | 11,15 m                                          |
| Spannweite (unten und oben)    | 12,35 m                                          |
| Höhe                           | 4,30 m                                           |
| Flügelfläche                   | 36,10 m²                                         |
| Rüstmasse                      | 2158 kg                                          |
| max. Startmasse                | 2875 kg                                          |
| Höchstgeschwindigkeit          | 280 km/h                                         |
| Marschgeschwindigkeit          | 265 km/h                                         |
| Reichweite (bei Marschgeschw.) | 900 km                                           |
| Triebwerke                     | 1 × BMW 132K mit 960 PS (705 kW)                 |
| Bewaffnung                     | 1 × MG 15 im Drehkranz, bis zu 100 kg Bombenlast |